# Jim Kelly
James Edward Kelly (nascido em 14 de fevereiro de 1960) é um ex-quarterback de futebol americano que jogou na National Football League (NFL) por onze temporadas e passou a totalidade de sua carreira na NFL com o Buffalo Bills. Ele também jogou duas temporadas com o Houston Gamblers na United States Football League (USFL).
Kelly foi selecionado pelo Bills na primeira rodada do Draft da NFL de 1983 na décima quarta escolha geral. Ele optou por assinar com os Gamblers e não jogou pelos Bills até o fim da USFL em 1986. Empregando o ataque "K-Gun", conhecido por jogar sem-huddle, Kelly liderou uma das maiores forças ofensivas da NFL. De 1991 a 1994, ele ajudou a guiar o Bills a um recorde de quatro Super Bowls consecutivos, embora o time perdesse em todas as vezes. (Apenas um outro time foi para três Super Bowls, o Miami Dolphins, com Bob Griese)
Em 2002, Kelly foi introduzido no Hall da Fama do Futebol Profissional em seu primeiro ano de elegibilidade. Sua camisa número 12 é um dos três únicos números aposentados pelo Buffalo Bills em 2018.

## Primeiros anos
Kelly nasceu em Pittsburgh, Pensilvânia, e cresceu cerca de 100 quilômetros a nordeste, em East Brady. Ele foi um destaque na East Brady High School e ganhou honras de todos os estados depois de passar para 3.915 jardas e 44 touchdowns e uma interceptação. Após o seu último ano, Kelly jogou no Big 33 Football Classic.
Kelly também jogou basquete no ensino médio, marcando mais de 1.000 pontos com seis jogos de 30 pontos. Como veterano, levou East Brady às semifinais do campeonato estadual com 23 pontos e 20 rebotes.

## Carreira universitária
Kelly recebeu uma bolsa de estudos como linebacker para jogar futebol americano na Universidade Estadual da Pensilvânia sob o comando do técnico Joe Paterno. Ele se transferiu para a Universidade de Miami, onde desempenhou um papel importante em ajudar a construir o programa em um dos melhores do país. 
Kelly terminou sua carreira em Miami com 406 passes em 646 tentativas de 5.233 jardas e 32 touchdowns; ele foi introduzido no hall da fama da universidade em 1992.

### Estatísticas
| Ano      | Time     | Jogos | Jogos | Passando | Passando | Passando | Passando | Passando | Passando | Passando |
| Ano      | Time     | J     | Rec   | Ten      | Com      | Pct      | Jardas   | TD       | Int      | Rating   |
| -------- | -------- | ----- | ----- | -------- | -------- | -------- | -------- | -------- | -------- | -------- |
| 1979     | Miami    | 11    | 5–6–0 | 104      | 48       | 46.2     | 721      | 5        | 6        | 108.7    |
| 1980     | Miami    | 12    | 9–3–0 | 206      | 109      | 52.9     | 1,519    | 11       | 7        | 125.7    |
| 1981     | Miami    | 11    | 9–2–0 | 285      | 168      | 58.9     | 2,403    | 14       | 14       | 136.2    |
| 1982     | Miami    | 11    | 7–4–0 | 81       | 51       | 63.0     | 585      | 3        | 1        | 133.4    |
| Carreira | Carreira | 45    | 30–15 | 676      | 376      | 55.6     | 5,228    | 33       | 28       | 128.4    |

## Carreira profissional

### Houston Gamblers
Por causa da relutância de John Elway em jogar pelo Baltimore Colts, que o escolheu em 1983, o agente de Kelly perguntou se havia equipes para as quais ele não jogaria. Kelly, que não gostava do frio, listou os Minnesota Vikings, Green Bay Packers e Buffalo Bills. Ele ficou satisfeito ao ver, enquanto assistia ao draft de 1983 na televisão, que os Bills não o selecionaram como a 12ª escolha na primeira rodada, mas soube de seu agente que a equipe tinha outra escolha na primeira rodada; os Bills escolheram Kelly como a 14ª escolha. Embora Kelly na época tenha declarado que ele esperava que os Bills o escolhessem, ele disse mais tarde: "Você tem que dizer essas coisas ... Eu chorei. (Risos) Eu não chorei literalmente. Eu só tinha lágrimas. Eu disse 'Você tem que estar brincando comigo'
Embora ele acreditasse que o dono da equipe, Ralph Wilson, não traria os jogadores certos para construir uma equipe campeã, Kelly se resignou a jogar pelos Bills. Enquanto se reunia com a equipe para negociar seu contrato, no entanto, um secretário dos Bills erroneamente deixou Bruce Allen, gerente geral do Chicago Blitz da United States Football League, falar com Kelly por telefone; Allen persuadiu Kelly a sair da reunião. Kelly afirmou mais tarde que a USFL lhe ofereceu a escolha de times por causa do interesse da liga em contratar quarterbacks. Ele assinou contrato com o Houston Gamblers, que jogou no Houston Astrodome, controlado pelo clima, e disse: "Você prefere estar em Houston ou em Buffalo?"
Em duas temporadas em Houston, levando o ataque ofensivo run-and-shoot do treinador Mouse Davis, Kelly teve 9.842 jardas e 83 touchdowns, completando 63% com uma média de 8.53 jardas por tentativa com 45 interceptações. Ele foi o MVP da liga em 1984, quando estabeleceu um recorde de 5.219 jardas e 44 passes para touchdown. Os recordes de Kelly na USFL eclipsaram os dos colegas quarterbacks Doug Williams e Steve Young. 
Quando o Houston Gamblers terminou, Kelly foi para o New Jersey Generals e foi nomeado como seu quarterback titular. Kelly também apareceu em uma capa da revista Sports Illustrated, segurando um capacete dos Generals, mas a liga entrou em colapso antes que ele jogasse pelos Generals. Kelly permaneceu em boas relações com Donald Trump, dono dos Generals, que forneceu o alojamento da sua família alojamento durante os últimos problemas de saúde de Kelly.

### Buffalo Bills
Kelly finalmente se juntou aos Bills (que manteve seus direitos na NFL) em 1986, depois que a USFL terminou. Ele ajudou a levar os Bills a quatro aparições consecutivas no Super Bowl (do Super Bowl XXV ao Super Bowl XXVIII) e seis títulos da divisão de 1988 a 1995. Buffalo foi para os playoffs em oito das 11 temporadas de Kelly como seu quarterback titular. Principal receptor de Kelly com os Bills, Andre Reed, está entre os líderes de todos os tempos da NFL em várias categorias de recepção. Kelly e Reed conectaram-se para 65 touchdowns durante sua carreira juntos atrás apenas das duplas: Peyton Manning-Marvin Harrison (112), Philip Rivers-Antonio Gates (87), Steve Young-Jerry Rice (85), Dan Marino-Mark Clayton (79), Peyton Manning-Reggie Wayne (69) e Drew Brees-Marques Colston (68).
Kelly, junto com Andre Reed, Bruce Smith, Thurman Thomas e Scott Norwood, foi o tema do filme 30 for 30 - Four Falls of Buffalo.

#### Ataque "No-huddle"
Kelly comando o ataque no-huddle de "K-Gun" dos Bills, que foi um ataque rápido que não dava as defesas adversárias a oportunidade de fazer substituições ou mudar a formação (a NFL posteriormente mudou as regras em resposta a isso). Esse esquema ofensivo exigia várias chamadas de formação em um huddle, de modo que, após cada jogada ser completada, os Bills evitariam o próximo huddle, em vez de se alinharem para a próxima jogada, onde Kelly leria a defesa e auditaria a jogada. Isso levou a incompatibilidades e falhas na comunicação defensiva e, na década de 1990, estabeleceu os Bills como uma dos ataques mais bem sucedidas e perigosos da NFL, fundamental para levar Buffalo a quatro aparições consecutivas no Super Bowl.

## Estatísticas

### USFL
| Ano      | Time             | Jogos   | Passando | Passando | Passando | Passando | Passando | Passando | Passando |
| Ano      | Time             | Titular | Ten      | Com      | Pct      | Jardas   | TD       | Int      | Rating   |
| -------- | ---------------- | ------- | -------- | -------- | -------- | -------- | -------- | -------- | -------- |
| 1984     | Houston Gamblers | 18      | 587      | 370      | 63%      | 5 219    | 44       | 26       | 98,2     |
| 1985     | Houston Gamblers | 18      | 567      | 360      | 63,5%    | 4 623    | 39       | 19       | 97,9     |
| Carreira | Carreira         | 36      | 1 154    | 730      | 63,3%    | 9 842    | 83       | 45       | 98,0     |

NFL
| Ano      | Time          | J   | Ten   | Com   | Pct   | Jardas | TD  | Int | Rating |
| -------- | ------------- | --- | ----- | ----- | ----- | ------ | --- | --- | ------ |
| 1986     | Buffalo Bills | 16  | 480   | 285   | 59,4% | 3 593  | 22  | 17  | 83,3   |
| 1987     | Buffalo Bills | 12  | 419   | 250   | 59,7% | 2 798  | 19  | 11  | 83,8   |
| 1988     | Buffalo Bills | 16  | 452   | 269   | 59,5% | 3 380  | 15  | 17  | 78,2   |
| 1989     | Buffalo Bills | 13  | 391   | 228   | 58,3% | 3 130  | 25  | 18  | 86,2   |
| 1990     | Buffalo Bills | 14  | 346   | 219   | 63,3% | 2 829  | 24  | 9   | 101,2  |
| 1991     | Buffalo Bills | 15  | 474   | 304   | 64,1% | 3 844  | 33  | 17  | 97,6   |
| 1992     | Buffalo Bills | 16  | 462   | 269   | 58,2% | 3 457  | 23  | 19  | 81,2   |
| 1993     | Buffalo Bills | 16  | 470   | 288   | 61,3% | 3 382  | 18  | 18  | 79,9   |
| 1994     | Buffalo Bills | 14  | 448   | 285   | 63,6% | 3 114  | 22  | 17  | 84,6   |
| 1995     | Buffalo Bills | 15  | 458   | 255   | 55,7% | 3 130  | 22  | 13  | 81,1   |
| 1996     | Buffalo Bills | 13  | 379   | 222   | 58,6% | 2 810  | 14  | 19  | 73,2   |
| Carreira |               | 160 | 4 779 | 2 874 | 60,1% | 35 467 | 237 | 175 | 84,4   |

Abreviações

J = Jogos disputados

Ten = Passes tentados

Com = Passes completados

Pct = Percentual de acerto

TD = Touchdowns

Int = Interceptações

Rating = Indice de produtividade do QB

## Recordes e realizações

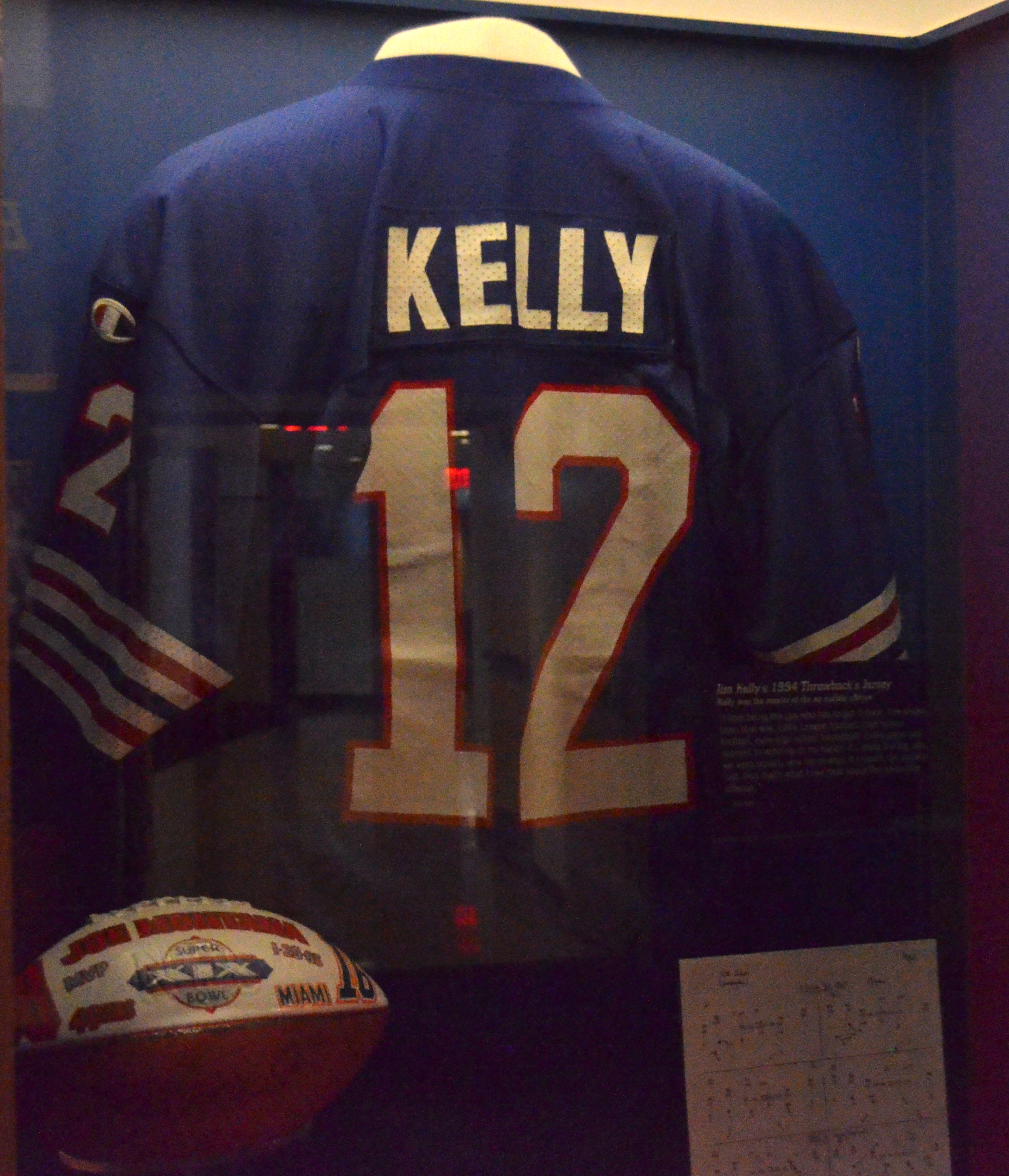
Camisa de Kelly dos Bills em exibição no Hall da Fama do Futebol Profissional

Kelly detém o segundo lugar no raking de mais jardas ganhas por conclusão em um único jogo (44), estabelecido em 10 de setembro de 1995 no jogo dos Bills contra o Carolina Panthers. Ele teve um rating de 101.2 em 1990, liderou a liga com 33 passes de touchdown em 1991 e foi selecionado para o Pro Bowl por cinco vezes (1987, 1988, 1990, 1991 e 1992).
Em seus quatro Super Bowls, Kelly completou 81 de 145 passes para 829 jardas e dois touchdowns, com sete interceptações. Suas 81 passes completos são a quinta maior marca na história do Super Bowl, atrás de Tom Brady, Peyton Manning, Kurt Warner e Joe Montana. No Super Bowl XXVI, ele estabeleceu um recorde com 58 tentativas de passe e no Super Bowl XXVIII ele estabeleceu um recorde com 31 passes certos (isso foi mais tarde superado).
Kelly terminou suas 11 temporadas na NFL com 2.874 passes em 4.799 tentativas para 35.447 jardas e 237 touchdowns, com 175 interceptações. Ele também correu para 1.049 jardas e sete touchdowns.
Incluindo seu tempo na NFL e USFL, ele terminou com mais de 45.000 jardas e 320 touchdowns. Em 2001, o Buffalo Bills aposentou sua camisa número 12.
Em 3 de agosto de 2002, Kelly foi introduzida no Hall da Fama do Futebol Profissional. Ele foi consagrado durante o primeiro ano em que foi elegível e encabeçou uma classe que também contou com John Stallworth, Dan Hampton, Dave Casper e George Allen. O membro do Hall of Fame e ex-treinador Marv Levy foi o apresentador de Kelly na cerimônia.

## Vida pessoal

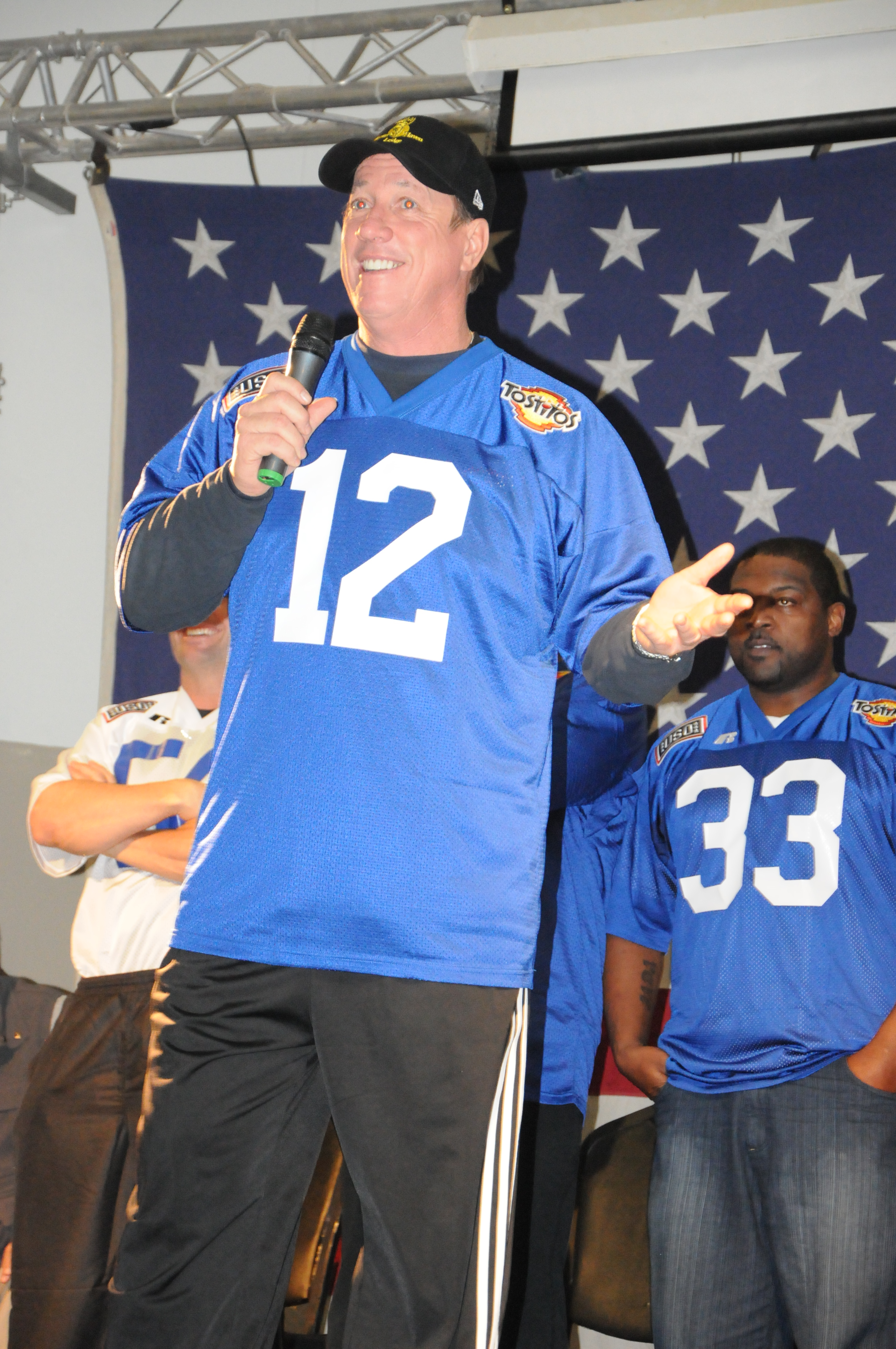
Jim Kelly na Base Conjunta em Balad, Iraque, 2010.

Kelly reside em East Aurora, Nova York, com sua esposa Jill e suas filhas, Erin e Camryn. Kelly dedicou grande parte de sua vida pós-futebol americano ao seu filho, Hunter James Kelly, que foi diagnosticado com leucodistrofia de células globosas (doença de Krabbe) logo após seu nascimento em 14 de fevereiro de 1997 (que foi o 37º aniversário de Kelly). Hunter morreu como resultado desta doença em 5 de agosto de 2005, aos 8 anos de idade. Essa perda afetou profundamente Kelly.
Dois sobrinhos de Kelly, ambos filhos de seu irmão mais novo Kevin, também jogaram como quarterback. Chad Kelly jogou futebol americano universitário na Universidade Clemson e em Universidade do Mississippi, ele participou do Draft da NFL de 2017, na qual ele foi selecionado na última escolha da sétima rodada pelo Denver Broncos, ganhando o prêmio de Sr. Irrelevante. Casey Kelly, irmão mais novo de Chad, ainda está no colégio jogando como quarterback em Mallard Creek High School e está programado para se formar em 2019.
O pai de Kelly, Joe Kelly, morreu em 21 de agosto de 2017; sua mãe morreu em 1996.
Para homenagear seu filho, Kelly criou uma organização sem fins lucrativos em 1997: Hunter's Hope. A defesa de Kelly em favor dos pacientes com Krabbe aumentou a conscientização nacional sobre a doença. Ele e sua esposa Jill fundaram o Dia do Caçador Anual da Esperança, que acontece no dia 14 de fevereiro, os aniversários de Jim e Hunter Kelly. O Hunter James Kelly Research Institute foi fundado na Universidade de Buffalo em 2004, onde neurocientistas e clínicos estudam a mielina e suas doenças. Quando Kelly foi introduzido no Hall da Fama do Futebol Profissional em 2002, ele dedicou seu discurso a Hunter. "Tem sido escrito que a marca registrada da minha carreira foi a resistência", disse ele enquanto sufocava as lágrimas. "A pessoa mais difícil que já conheci em minha vida foi meu herói, meu soldado, meu filho Hunter. Eu amo você, amigo."
Kelly é um cristão devoto e tem vários empreendimentos comerciais, incluindo o Hall of Fame Life Promotions, uma empresa promocional que está comprometida em doar uma porcentagem de todos os seus lucros para a Fundação Hunter's Hope. Em 2011, Kelly fundou a Jim Kelly Inc., uma empresa que produz a linha MyFanClip de clipes para todos os fins que ostentam logotipos de times esportivos e outras insígnias. MyFanClip tem acordos de licenciamento com a NFL, MLB, NHL e NASCAR. Os rendimentos também beneficiam a Fundação Hunter's Hope.
Desde 1988, Kelly dirige um acampamento de futebol americano para jovens entre oito e 18 anos nas instalações do Buffalo Bills. Começou com 325 campistas em seu primeiro ano, crescendo para mais de 500 campistas por ano. Este acampamento fornece ensinamentos de treinadores experientes e ex-jogadores de todo o país. Kelly também participa de vários exercícios com os participantes.
Em 3 de junho de 2013, Kelly anunciou que foi diagnosticado com carcinoma de células escamosas, uma forma de câncer, em sua mandíbula superior. Ele foi submetido a uma cirurgia em um hospital em Buffalo em 7 de junho. Kelly informou aos meios de comunicação logo após a cirurgia que o procedimento foi bem-sucedido e que ele agora estava livre do câncer. Em 14 de março de 2014, depois de um teste de acompanhamento no Centro Médico do Condado de Erie, foi anunciado que o câncer de Kelly havia recidivado e que ele começaria o tratamento com radiação e quimioterapia. Foi anunciado em 20 de agosto de 2014 que os médicos não poderiam mais encontrar evidências de câncer.
Em 1º de novembro de 2014, Kelly anunciou que contraiu MRSA em seus ossos, três meses depois de ter sido declarado livre de câncer. Algumas semanas após o anúncio, Kelly disse que ele estava livre de MRSA.

Kelly anunciou em março de 2018 que o câncer havia retornado. Ele passou por uma cirurgia naquele mês para remover o câncer e reconstruir sua mandíbula superior. Em junho de 2018, foi anunciado que Kelly receberia o Prêmio Jimmy V de Perseverança nos ESPYs de 2018. No final de junho de 2018, Kelly retornou a um hospital de Nova York para uma cirurgia adicional.